# Surinaamse Bankiersvereniging
De Surinaamse Bankiersvereniging (SBV) is een Surinaamse brancheorganisatie van bestuurders van Surinaamse banken.
De SBV werd in 1971 door een aantal banken opgericht om gemeenschappelijke belangen te bespreken. In februari 1977 nam ze het initiatief tot de oprichting van de Stichting Bankbeveiligingsdienst Suriname. In 2012 ondersteunde ze het initiatief om een kredietregistratiebureau op te zetten.
Verder maken de bankiers onder meer afspraken over de rentetarieven, geldopnametarieven bij ATM's, uitgifte van herdenkingsmunten en openings- en sluitingstijden.
Op initiatief van de SBV en de Vereniging Surinaams Bedrijfsleven (VSB) werd op 1 juni 2023 het Suriname Economic Oversight Board opgericht. Dit monitorings- en adviesorgaan ondersteunt de regering bij de implementatie van het stabilisatie- en herstelprogramma van het Internationaal Monetair Fonds (IMF).
Centrale Bank van Suriname ·
Finabank ·
Godo ·
Hakrinbank ·
Landbouwbank ·
Nationale Ontwikkelingsbank ·
Surinaamse Postspaarbank ·
Republic Bank ·
Surichange Bank ·
De Surinaamsche Bank ·
Trustbank Amanah ·
Volkscredietbank